# 田麟
田麟（1482年—？），字文祥，浙江紹興府山陰縣人，民籍，明朝政治人物。

## 生平
浙江鄉試第三十五名舉人。正德十六年（1521年）中式辛巳科會試第三百五十名，登第三甲第九十九名進士。授知縣，嘉靖元年二月选授云南道试御史，出为平乐府知府，七年二月以考察回籍。

## 家族
曾祖田錫；祖父田玉；父田淵，曾任聽選官。母俞氏。永感下。